# Lucius Turranius Gratianus
Lucius Turranius Gratianus (fl. 290-291) était un homme politique de l'Empire romain.

## Biographie
Fils de Lucius Turranius Gratianus Crispinus Lucilianus et frère de Turrania Justa, mariée avec Getacius Vincentius.
Il fut préfet de la Ville de 290 à 291. En 306/312, il fait partie des sénateurs qui donnèrent chacun 400000 sesterces pour la restauration d'un édifice religieuse,.
Il se maria avec Venusta et fut le père de Lucius Turranius Venustus Gratianus.